# Прібіш
Прібіш (словац. Pribiš) — село в окрузі Дольни Кубін Жилінського краю Словаччини. Площа села 8,4 км². Станом на 31 грудня 2015 року в селі проживало 449 жителів.

## Історія
Перші згадки про село датуються 1592 роком.

## Населення
| Рік:            | 1994. | 2004. | 2014.   | 2024. |
| --------------- | ----- | ----- | ------- | ----- |
| Кількість осіб: | 474   | 474   | 450     | 468   |
| Різниця:        |       | +0 %  | -5,06 % | +4 %  |

| Рік:            | 2023. | 2024.   |
| --------------- | ----- | ------- |
| Кількість осіб: | 470   | 468     |
| Різниця:        |       | -0,42 % |